# 立法院院長
立法院院長（りっぽういんいんちょう、英: President of Legislative Yuan）または立法院長（りっぽういんちょう）は、中華民国の国会である立法院の首長（議長）。現職の院長は韓国瑜（中国国民党所属）。

## 沿革
1928年（民国17年）10月8日、北伐を終えて「軍政の終了と訓政への移行」を宣言した国民政府は中華民国国民政府組織法を制定し、国民政府の下部機関としての立法院が南京に設置された。同法では「五院の正副院長は国民政府委員会によって任命される」と規定され、胡漢民が初代院長、林森が初代副院長に就任した。訓政期には立法委員選挙が実施されず、立法院院長の指名に基づいて国民政府委員会が立法委員（任期2年）を任命する形をとっていた。また、五院の正副院長は国民政府委員を兼務した。10月20日には立法院組織法が制定されて立法院の下部機関として法制・外交・財政・経済の4委員会が設置され、各委員会の委員長は院長によって任命されると規定された。
1947年（民国36年）12月25日に中華民国憲法が施行され、立法委員の選出方法は国民による直接選挙へと変更され、任期は3年とされた。また、院長・副院長の選出方法も立法委員の互選へと変更された。1948年（民国37年）1月に第1回立法委員選挙が実施された。5月8日には立法委員らによる正副院長選挙が実施され、孫科が初代院長、陳立夫が初代副院長に選出された。
2005年（民国94年）に中華民国憲法増修条文が改正されて立法委員の任期が4年に延長されたことに伴い、正副院長の任期も自動的に4年に延長された。

## 選出
立法院の正副院長は1948年制定の立法委員互選院長副院長弁法の規定に基づいて選出される。
正副院長選挙は立法委員選挙が実施される年の2月1日に実施され、全ての立法委員が自動的に正副院長の候補者となる。正副院長選挙は立法委員全体の3分の1が出席しなければ実施できない。院長選挙と副院長選挙は個別に実施され、過半数の票を獲得した者が当選人となる。過半数を得た者がいない場合は上位2人による決選投票を行う。正副院長の任期は立法委員の任期と同じ（4年）であり、多選制限は存在しない。

## 職権
立法院の正副院長は政党の役職に就くことができず、公平中立の原則に従って職権を行使し、立法院の秩序を維持して業務を執行しなければならない（立法院組織法第3条）。立法院会議の決議は基本的に出席立法委員の過半数の賛成をもって成立するが、可否同数の場合は院長が可否を決定する（立法院職権行使法第6条）。
議案の交渉または論争事項の解決のため、院長は党派協議を開催する権限を有する。また、各党派が院長に党派協議の開催を要請することができる（立法院職権行使法第68条）。党派協議には正副院長および各党派の代表者が出席し、原則として水曜日に開催される。休会・閉会期間中であっても、必要に応じて院長が党派協議を開催を通知することができる（立法院職権行使法第69条）。

## 歴代院長

### 訓政期
| 代   | 氏名                      | 写真 | 所属政党   | 就任          | 退任          | 在任期間     |
| ---- | ------------------------- | ---- | ---------- | ------------- | ------------- | ------------ |
| 1    | 胡漢民                    |      | 中国国民党 | 1928年10月8日 | 1931年3月2日  | 2年 + 145日  |
| 2    | 林森 （実際には就任せず） |      | 中国国民党 | 1931年3月2日  | 1932年1月1日  | 305日        |
| 代理 | 邵元沖                    |      | 中国国民党 | 1931年3月2日  | 1932年1月1日  | 305日        |
| 3    | 張継 （実際には就任せず） |      | 中国国民党 | 1932年1月1日  | 1932年1月28日 | 27日         |
| 代理 | 覃振                      |      | 中国国民党 | 1932年1月1日  | 1932年5月14日 | 134日        |
| 代理 | 邵元沖                    |      | 中国国民党 | 1932年5月14日 | 1933年1月12日 | 243日        |
| 4    | 孫科                      |      | 中国国民党 | 1933年1月12日 | 1948年5月17日 | 15年 + 126日 |

### 行憲後
| 代   | 期 | 氏名   | 写真          | 所属政党   | 就任           | 退任           | 在任期間     |
| ---- | -- | ------ | ------------- | ---------- | -------------- | -------------- | ------------ |
| 1    | 1  | 孫科   |               | 中国国民党 | 1948年5月17日  | 1948年12月24日 | 221日        |
| 2    | 1  | 童冠賢 |               | 中国国民党 | 1948年12月24日 | 1949年10月7日  | 287日        |
| 代理 | 1  | 劉健群 |               | 中国国民党 | 1949年10月9日  | 1950年12月1日  | 2年 + 10日   |
| 3    | 1  | 劉健群 | 1950年12月5日 | 中国国民党 | 1951年10月19日 |                | 2年 + 10日   |
| 代理 | 1  | 黄国書 |               | 中国国民党 | 1951年10月19日 | 1952年3月11日  | 144日        |
| 4    | 1  | 張道藩 |               | 中国国民党 | 1952年3月11日  | 1961年2月20日  | 8年 + 346日  |
| 5    | 1  | 黄国書 |               | 中国国民党 | 1961年2月28日  | 1972年2月19日  | 10年 + 356日 |
| 代理 | 1  | 倪文亜 |               | 中国国民党 | 1972年2月22日  | 1972年4月28日  | 16年 + 302日 |
| 6    | 1  | 倪文亜 | 1972年5月2日  | 中国国民党 | 1988年12月20日 |                | 16年 + 302日 |
| 代理 | 1  | 劉闊才 |               | 中国国民党 | 1988年12月20日 | 1989年2月24日  | 1年 + 54日   |
| 7    | 1  | 劉闊才 | 1989年2月24日 | 中国国民党 | 1990年2月12日  |                | 1年 + 54日   |
| 代理 | 1  | 梁粛戎 |               | 中国国民党 | 1990年2月12日  | 1990年2月27日  | 1年 + 322日  |
| 8    | 1  | 梁粛戎 | 1990年2月27日 | 中国国民党 | 1991年12月31日 |                | 1年 + 322日  |
| 代理 | 1  | 劉松藩 |               | 中国国民党 | 1992年1月1日   | 1992年1月16日  | 7年 + 30日   |
| 9    | 1  | 劉松藩 | 1992年1月17日 | 中国国民党 | 1993年1月31日  |                | 7年 + 30日   |
| 9    | 2  | 劉松藩 | 1993年2月1日  | 中国国民党 | 1996年1月31日  |                | 7年 + 30日   |
| 9    | 3  | 劉松藩 | 1996年2月1日  | 中国国民党 | 1999年1月31日  |                | 7年 + 30日   |
| 10   | 4  | 王金平 |               | 中国国民党 | 1999年2月1日   | 2002年1月31日  | 16年 + 364日 |
| 10   | 5  | 王金平 | 2002年2月1日  | 中国国民党 | 2005年1月31日  |                | 16年 + 364日 |
| 10   | 6  | 王金平 | 2005年2月1日  | 中国国民党 | 2008年1月31日  |                | 16年 + 364日 |
| 10   | 7  | 王金平 | 2008年2月1日  | 中国国民党 | 2012年1月31日  |                | 16年 + 364日 |
| 10   | 8  | 王金平 | 2012年2月1日  | 中国国民党 | 2016年1月31日  |                | 16年 + 364日 |
| 11   | 9  | 蘇嘉全 |               | 民主進歩党 | 2016年2月1日   | 2020年1月31日  | 3年 + 364日  |
| 12   | 10 | 游錫堃 |               | 民主進歩党 | 2020年2月1日   | 2024年1月31日  | 3年 + 364日  |
| 13   | 11 | 韓国瑜 |               | 中国国民党 | 2024年2月1日   | 現職           | 1年 + 62日   |

### 存命中の院長経験者
2024年（民国113年）2月1日現在、現職者の韓国瑜を除く存命中の立法院院長経験者は以下の3名である。
| 氏名   | 在任期間                     | 生年月日               |
| ------ | ---------------------------- | ---------------------- |
| 王金平 | 1999年2月1日 - 2016年1月31日 | 1941年3月17日（84歳）  |
| 蘇嘉全 | 2016年2月1日 - 2020年1月31日 | 1956年10月22日（68歳） |
| 游錫堃 | 2020年2月1日 - 2024年1月31日 | 1948年4月25日（76歳）  |